# ظهريرة
الظهريرة (الاسم العلمي: Notoedres) هي جنس من الحيوانات يتبع الفصيلة القارمية من رتبة الحمكيات.